# Louis-Auguste-Alfred Beurdeley
Louis-Auguste-Alfred Beurdeley (París, 18 de mayo de 1808–París, 29 de noviembre de 1882) fue un ebanista y broncista francés, exponente del estilo Segundo Imperio. 

## Biografía
Era hijo de Jean-Baptiste Beurdeley, un guarnicionero del regimiento de Joachim Murat que posteriormente fue comerciante de antigüedades. En 1835 se hizo cargo del negocio paterno, que redirigió a la fabricación de muebles y objetos de bronce, con un estilo que recordaba al siglo XVIII. Traspasó el negocio en 1875 a su hijo Alfred-Emmanuel-Louis Beurdeley.